# Acrataula
Acrataula is een geslacht van vlinders van de familie van de stippelmotten (Yponomeutidae). De wetenschappelijke naam van dit geslacht is voor het eerst voorgesteld door Edward Meyrick in een publicatie uit 1921. De plaatsing van dit geslacht bij de stippelmotten wordt door sommige auteurs in twijfel getrokken.

## Soorten
- Acrataula catapachna Meyrick, 1921